# Pedro de Torres Rámila
Pedro de Torres Rámila (Villarcayo, Burgos, 1583-Alcalá de Henares, 1658), poeta y humanista español.
Alcanzó a ser bachiller en Artes por la universidad de Alcalá en 1613, pero ya estudiaba en ella en torno a 1600. A partir de 1613, en que ya era sacerdote, y hasta 1616-17, impartió clases de Gramática en la Facultad de Artes de la citada universidad, tanto en el Colegio Trilingüe como en el Colegio Mayor de San Ildefonso, y fue canónigo magistral de la iglesia complutense de los Santos Justo y Pastor.
En 1616 concurrió con cuatro poemas al certamen de la capilla del Sagrario de Toledo. Firmó sus obras, perdidas todas y al parecer de escaso valor literario, con los seudónimos de Trepus Ruitanus Lamira y Juan Pablo Ricci.
Debe su fama a las diatribas que, en nombre de los preceptistas aristotélicos, lanzó principalmente contra Lope de Vega y su teatro, pero también contra Luis Tribaldos de Toledo, el padre Juan Luis de la Cerda y José Antonio González de Salas, en especial por la sátira escrita en latín Spongia (1617), escrita al parecer en colaboración con Juan Pablo Mártir Rizo y que imprimió supuestamente en París (1617), pie de imprenta que la generalidad de los eruditos juzga verdadero; la obra se ha perdido, pero fue reconstruida por Joaquín de Entrambasaguas en su Una guerra literaria del Siglo de Oro: Lope de Vega y los preceptistas aristotélicos (Madrid, 1932) y modernamente por Xavier Tubau.
Torres sirvió de modelo a Cristóbal Suárez de Figueroa para el personaje del maestro en su El pasajero. Pero el prestigio de Torres Rámila quedó aplastado por la contundente respuesta de los numerosos escritores y humanistas amigos de Lope de Vega que colaboraron en la Expostulatio Spongiae (1618), redactada en latín por el humanista Francisco López de Aguilar, o, como piensa Pedro Conde Parrado, por Juan de Fonseca y Figueroa (Badajoz, 1585 - Madrid, 1627) bajo el pseudónimo de Julio Columbario. Existen dos ediciones modernas: una a cargo de Julián González-Barrera, Expostulatio Spongiae. Fuego cruzado en el nombre de Lope (Reichenberger, 2011), aunque esta edición da como autor al citado José Antonio González de Salas; otra edición más reciente es la de Pedro Conde Parrado y Javier Tubau, Expostulatio Spongiae: en defensa de Lope de Vega (Gredos, 2015), que completa la anterior por nuevos descubrimientos filológicos.
Fuera de este episodio de su vida, que le cerró probablemente las puertas a la celebridad, intervino (1627) en el proceso de beatificación del cardenal Francisco Ximénez de Cisneros recabando información en las poblaciones de Alcalá, Torrelaguna, Granada, Madrid y Orán; el proceso no llegó nunca a cerrarse.